# 허리케인 인가
허리케인 '인가'는 북대서양 허리케인중 3번째로 오랫동안 있었던 허리케인이다. 11번째 열대성 저기압이면서 1969년 북대서양 허리케인 시즌에서 9번째로 명명된 '인가'는 9월 20일 대서양의 중앙에서 발생했고, 서쪽으로 이동하였다. 열대 폭풍의 상태에 이르렀을때, '인가'는 저기압으로 악화되었으나 다시금 악화되는 시기는 며칠 뒤였다. 가장 강력했던 시기는 10월 5일로, 당시 바람은 현대
사피어-심프슨 허리케인 등급에서 3단계에 상응했다. '인가'는 생성된지 25일 뒤 소멸된 날짜인 10월 15일까지 경로에서 경로와 힘의 주기의 변경을 몇번 겪었다. 긴 생존시간에도 불구하고, '인가'의 피해는 미미했고, 대부분의 기간을 수면 위에 남아있었다.

## 기상학적 기록
9월 20일, 대서양에서 일어난 열대요란(열대 지방에서 일어나는 난기류)이 열대성 저기압으로 악화되었다. 다음날 아침, 국제 허리케인 센터는 이 기상현상이 푸에르토리코의 산후안 지역 동남동쪽에서 관측되었으며, 관측지점에서 약 930마일(1500km)떨어진 곳에서 열대폭풍으로 바뀌었다는것을 보고했다. 당시 폭풍은 시속 14마일(시속 23km)로 전진하고 있었다. 이 시기엔 매우 작은 열대성 사이클론 (강풍급 바람의 포괄 범위가 중심으로부터 100마일(160km) 이하인 경우)이었다. 그러나 9월 23일, 폭풍이 불규칙적이고 멋대로 뻗어나가게 되었다. 그날 이후, '인가'는 다시 열대성 저기압으로 약해졌다.
저기압은 리워드 제도 북족을 지나기 전까지 북서쪽으로 이동했고, 후엔 서북서로 이동했다. 인가는 9월 28일날, 바하마 동쪽 부근에 있었을때 다시한번 열대폭풍 수준에 도달했다. 이후 '인가'는 계속해서 격렬해졌고, 결국 협정 세계시 00시에 9월 30일, 인가가 북동쪽으로 이동했을 때 허리케인 상태로 기록되었다. 그 이후 갑작스럽지만 서서히 남쪽으로 전진한 '인가'는 결국 남쪽으로 급선회함과 동시에 반시계 고리 모양(counter-clockwise loop)을 만들었다. 이때 조종 가능 총량(Steering currents)은 약했고, 허리케인은 느리지만 계속해서 진행되었다. 10월 3일 늦은날, '인가'는 북서쪽으로 방향을 바꿨으나, 여전히 현대 사피르-심프슨 허리케인 등급에서 1단계의 상태에 머무르고 있었다. 이후 북동쪽으로 진로를 바꾼 '인가'는 10월 5일 협정세계시 00시에 2단계로 격상되었다.
버뮤다 남동쪽을 지날때즈음 어느정도 가속한 인가는 아침시간 10월 5일 육지에 중대한 위협이 되지 않는것으로 결정되었다. 세계 협정시 기준 12시 정각에, 인가의 기록중 가장 적은 기압으로 알려진 964밀리바가 기록되었다. 잠시 뒤, 인가는 간단히 3단계로 강화되며 최대 유효 풍량이 115 mph(185 km/h)에 도달했다. 인가가 태평양의 개빙(開氷)구역 - 얼음이 얼지 않는 바닷면 -으로 움직임과 동시에 서늘한 지역으로 들어갈수록 인가는 점차 약화되어 결국 10월 6일, 강도 1단계로 강등되었다. 인가는 다시금 느려지기 시작함과 동시에 찬 공기가 인가의 공기순환으로 섞여 들어가기 시작하면서, 인가는 열대성 저기압의 특성을 잃기 시작했다.

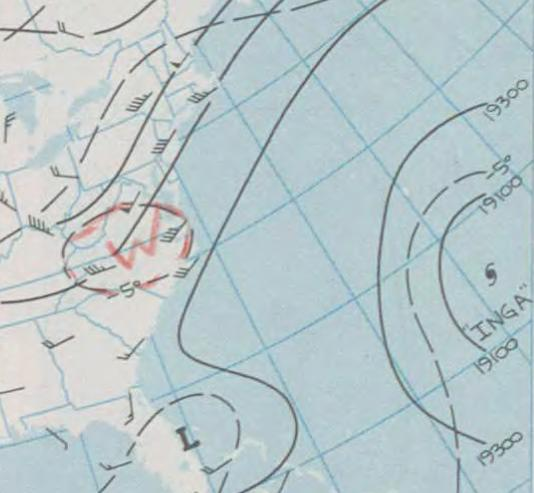
10월 3일, 미국을 기준으로 한 허리케인 인가의 위치.

그렇지만 10월 7일, 인가는 다시한번 강화되어서 다시금 세기가 2단계에 도달했다. 이 순간에 인가는 거의 동쪽으로 꺾고 있었다. 그러나, 이때 인가는 남쪽으로 방향을 돌렸고 점점 약화되기 시작했다. 계획상으로 인가는 10월 8일에 열대성 저기압으로 격하된 후 다시금 허리케인 상태를 되찾을것으로 예상되었지만, 대신 1단계 강도를 10월 10일까지 꾸준하게 유지하였다. 후에 열대성 폭풍우로 퇴보했을때, 인가는 남서쪽으로 휘어졌다. 인가의 중심은 인가가 힘을 계속해서 잃을 때 불분명하고 늘어지게 되었다. 서쪽으로 향하는 인가는 결국 완전히 소멸되는 10월 15일 전까지 열대성 저기압으로 격하되었는데, 처음 허리케인 단계에 이르럿을때부터 진행한 거리가 약 290마일(470 km)이다.

## 영향과 기록사항
허리케인 인가는 9월 20일에서 10월 15일까지 약 25일동안 유지되었다. 이 기록은 1899년에 일어난 산시아고와 1971년의 허리케인 진저를 뒤로 두고 인가를 세번째로 긴 태평양의 허리케인으로 만들었다.
내번째, 다섯번째, 그리고 여섯번째로 오래 유지됐던 폭풍은 허리케인 나다인(2012), 허리케인 킬리(2002), 그리고 허리케인 파우어(1926)이다. 인가가 등장하자, 인가가 가장 오래 유지된 열대성 저기압 태풍으로 신기록을 깰것이라고 믿었다. 국제 허리케인 센터는 총 72번의 태풍 경보를 발표했다.
인가가 지배적으로 외해에 남아있었을때, 버뮤다 지역에서 80 mph (130 km/h)의 속도로 불은 인가의 바깥쪽 바람은 일시적인 정전을 일으켰다. 주민들은 폭풍이 갑작스럽게 경로를 바꿀것을 대비해서 감시하도록 충고를 받았다